# Энио
Энио (др.-греч. Ἐνυώ) — греческая богиня неистовой войны, спутница Ареса.
Энио вносила смятение в битву, вызывала в воинах ярость.
По одной из версий она — одна из Грай, дочь Форкия и Кето, сестра Дейно и Пефредо .
В других мифах она, в различных вариантах, дочь морского старца Форкия, сестра бога ожесточённой битвы Полема и дракона Ладона, сестра, дочь или кормилица Ареса.
Отождествлялась с римской богиней войны Беллоной.
Её называют вакханкой. Статуя Энио находится в Афинах.